# Ajka
Ajka  este un oraș în districtul Ajka, județul Veszprém, Ungaria, având o populație de 29.431 de locuitori (2011). 

## Demografie
Componența etnică a orașului Ajka
     Maghiari (94,73%)
     Germani (3,23%)
     Necunoscut (0,37%)
     Alții (1,68%)
Componența confesională a orașului Ajka
     Romano-catolici (51,59%)
     Fără religie (10,48%)
     Reformați (4,54%)
     Luterani (3,29%)
     Atei (1,1%)
     Necunoscută (28,71%)
     Alte religii (1,02%)
Conform recensământului din 2011, orașul Ajka avea 29.431 de locuitori. Din punct de vedere etnic, majoritatea locuitorilor (94,73%) erau maghiari, cu o minoritate de germani (3,23%). Apartenența etnică nu este cunoscută în cazul a 0,37% din locuitori.  Din punct de vedere confesional, majoritatea locuitorilor (51,59%) erau romano-catolici, existând și minorități de persoane fără religie (10,48%), reformați (4,54%), luterani (3,29%) și atei (1,1%). Pentru 28,71% din locuitori nu este cunoscută apartenența confesională.